# Didaskalia
Didaskalia (gr. διδασκαλία didaskalía „nauka, instrukcja; protokoły z przedstawień w teatrze”), inaczej tekst poboczny − wskazówki pisarza dla wystawiających dramat.
Są one pisane obok głównego tekstu, zwykle innym krojem (czasami również kolorem) czcionki (pochyłym bądź podkreślonym). Didaskalia dotyczą zwykle wyglądu bohaterów, rekwizytów lub oświetlenia. Ich celem jest pomoc reżyserowi w konstruowaniu scenariusza czy scenopisu, a następnie realizacji sztuki teatralnej, słuchowiska lub innego spektaklu.
W dramacie antycznym i klasycystycznym didaskalia obejmowały informacje dotyczące czasu i miejsca akcji oraz aktorów aktualnie znajdujących się na scenie. Tekst poboczny rozwinął się w dramacie realistycznym, naturalistycznym oraz modernistycznym (np. u Stanisława Wyspiańskiego didaskalia stoją na równi z tekstem głównym, stając się samodzielną wypowiedzią).